# 957 Camelia
957 Camelia là một tiểu hành tinh bay quanh Mặt Trời.